# Zvolen
Zvolen (deutsch Altsohl, ungarisch Zólyom – älter auch Ózólyom, latein. Veterosolium) ist eine Stadt in der Mitte der Slowakei mit 39.175 Einwohnern (Stand 31. Dezember 2024). Sie ist Sitz des Okres Zvolen und ein bedeutender Verkehrsknotenpunkt in der Slowakei.

## Geographie
Zvolen befindet sich im nach der Stadt so benannten Talkessel Zvolenská kotlina, an der Mündung des Flusses Slatina in den Hron (deutsch Gran), wo dieser seine Richtung von Süden nach Westen ändert. Weitere bedeutende Fließgewässer in der Stadt sind die Zolná vom Osten und die Neresnica vom Süden heraus. Unmittelbar südlich der Stadt beginnt das Gebirge Javorie, weiter befinden sich die Schemnitzer Berge (südwestlich), Kremnitzer Berge (westlich und nordwestlich) sowie die Poľana (östlich) in der Nähe. Das Stadtzentrum liegt auf einer Höhe von 293 m n.m. und ist 20 Kilometer von Banská Bystrica, 195 Kilometer von der Hauptstadt Bratislava sowie 209 Kilometer von Košice entfernt.

### Stadtgliederung
Die Stadt umfasst folgende 6 Stadtteile:
1. Kráľová (deutsch Königsberg; 1980 eingemeindet)
2. Lukové (1976 eingemeindet)
3. Môťová (deutsch Matthiasdorf; 1946 eingemeindet)
4. Neresnica
5. Zolná (1976 eingemeindet)
6. Zvolen

Das Stadtviertel Zvolenské Podhradie wurde schon 1888 eingemeindet und stellt keine eigene Verwaltungseinheit der Stadt dar.

### Nachbargemeinden
Nachbargemeinden von Zvolen sind Kováčová und Sliač (Stadtteile Hájniky und Rybare) im Norden, Lieskovec im Nordosten und Osten, Zvolenská Slatina im Osten und Südosten, Vígľašská Huta-Kalinka, Pliešovce (Ortsteil Zaježová) und Sása im Südosten, Michalková, Podzámčok und Breziny im Süden, Ostrá Lúka im Südwesten, Budča im Westen und über einen Berührungspunkt Turová im Nordwesten. Die Exklave der Stadtgebiet in den Stadtteilen Lukové und Zolná grenzt an Sliač (Stadtteil Sampor) im Norden, Sebedín-Bečov im Nordosten, Očová im Osten und Südosten, Lieskovec im Süden und Südwesten, Sliač (Stadtteil Rybáre) im Westen und Veľká Lúka im Nordwesten.

## Geschichte

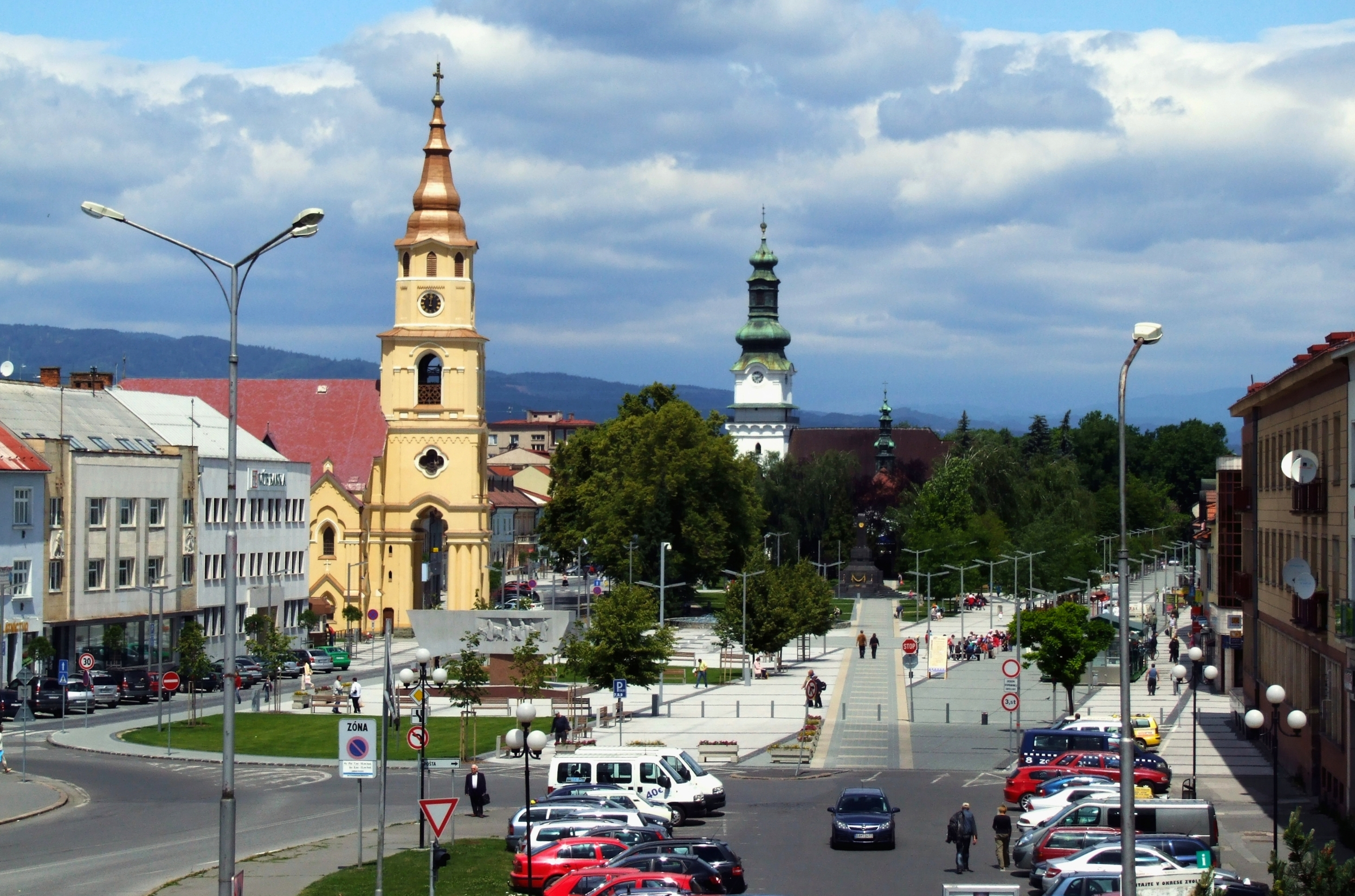
Blick in die Innenstadt

Die Stadt wurde 1135 zum ersten Mal erwähnt und gehört zu den ältesten frühgeschichtlichen Siedlungen der Slowakei, denn an der strategisch günstigen Stelle der Stadt kreuzten sich schon seit alters her bedeutende Handelswege. Von der ursprünglichen Wachtburg der Stadt, der heute sogenannten Pustý hrad (wörtlich „Wüste Burg“) am gegenüberliegenden Ufer der Stadt sind heute nur mehr Ruinen erhalten.
Unter Bela IV. erhielt Zvolen 1243 die Stadtrechte und 1274 unter König Ladislaus IV. weitreichende Privilegien. In der zweiten Hälfte des 14. Jahrhunderts (1370–1382) ließ König Ludwig I. von Ungarn in dieser oberungarischen Stadt ein mächtiges Jagdschloss (Schloss Altsohl) als Sommersitz erbauen. In der Nähe der Stadt fand der Landtag von 1378 statt, auf dem seine Tochter Hedwig mit dem polnischen König Władysław II. Jagiełło verheiratet wurde.
1638 übernahm Baron Pavol Esterházy die gesamte Herrschaft Altsohl. Die ausgebauten und verbundenen Befestigungsanlagen des burgähnlichen Schlosses und der Stadt hielten den wiederholten Angriffen der Türken stand, wurden jedoch während des Aufstands von Franz II. Rákóczi (Ständeaufstand, um 1700) von den Aufständischen erobert. Bis zum 18. Jahrhundert war die Stadt Sitz des Komitats Sohl.
Durch den Bahnanschluss 1871 entwickelte sich die Stadt zu einem modernen Verkehrsknotenpunkt und Zentrum der Industrie. Die größte Ziegelei der Slowakei befindet sich hier, außerdem eine Hochschule für Forstwesen und Holzwirtschaft, ein Theater und Museen.
Während des Slowakischen Nationalaufstandes spielte die Stadt eine bedeutende Rolle; ein westlich des Schlosses aufgestellter Panzerzug erinnert daran. 1950 wurde die Technische Universität Zvolen gegründet, wodurch Zvolen zu einer Universitätsstadt wurde.

## Bevölkerung

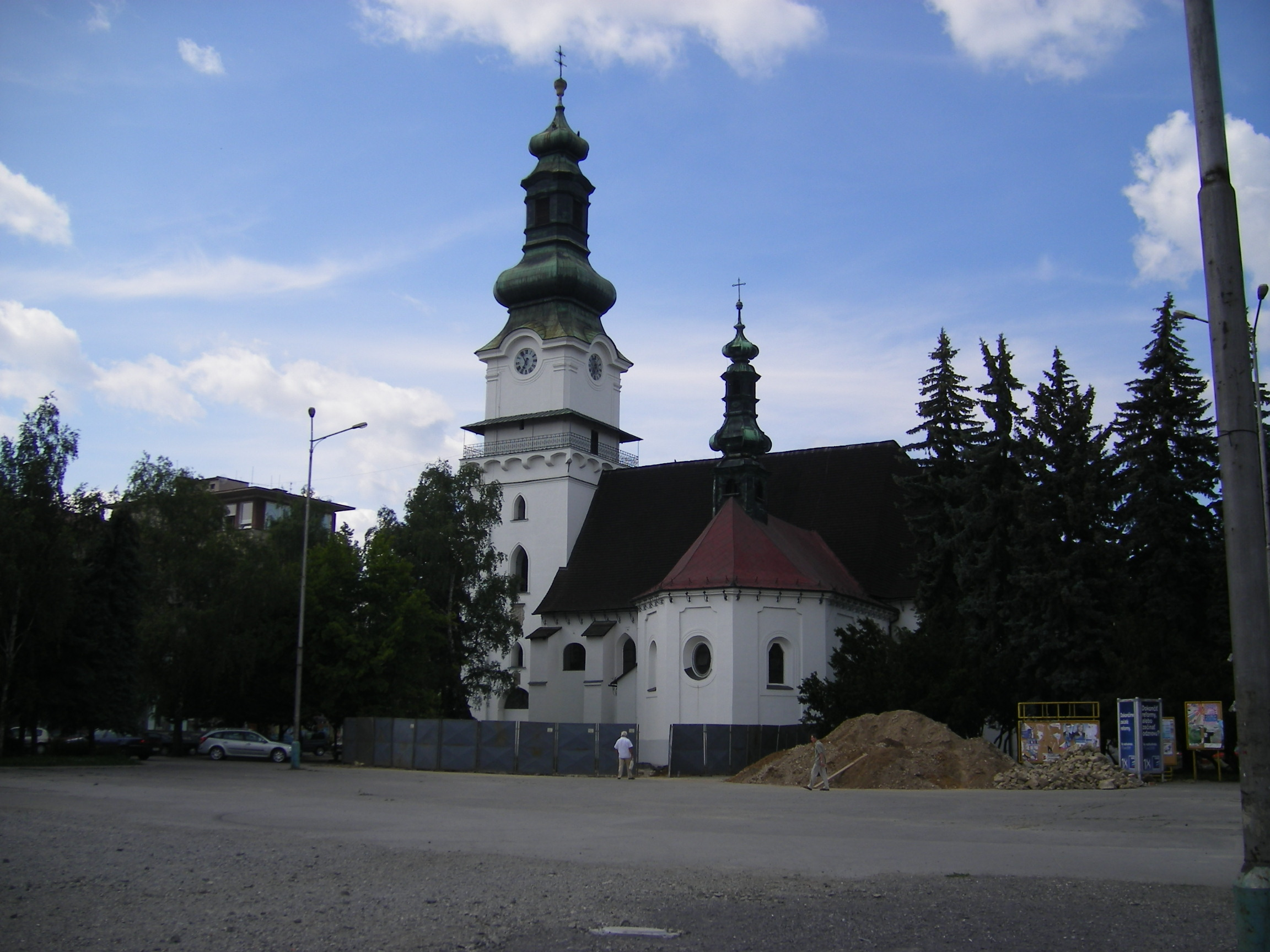
St.-Elisabeth-Kirche

| Jahr                | 1994   | 2004    | 2014    | 2024    |
| ------------------- | ------ | ------- | ------- | ------- |
| Anzahl der Personen | 44.163 | 43.272  | 43.047  | 39.175  |
| Unterschied         |        | −2,01 % | −0,51 % | −8,99 % |

| Jahr                | 2023   | 2024    |
| ------------------- | ------ | ------- |
| Anzahl der Personen | 39.453 | 39.175  |
| Unterschied         |        | −0,70 % |

### 2011
Nach der Volkszählung 2011 wohnten in Zvolen 43.318 Einwohner, davon 36.201 Slowaken, 343 Roma, 330 Tschechen, 158 Magyaren, 47 Ukrainer, 42 Mährer, 39 Polen, 25 Russen, 19 Russinen, 16 Deutsche, 11 Bulgaren, jeweils sechs Juden und Kroaten und fünf Serben. 80 Einwohner gaben eine andere Ethnie an und 5990 Einwohner machten keine Angabe zur Ethnie.
18.724 Einwohner bekannten sich zur römisch-katholischen Kirche, 5038 Einwohner zur Evangelischen Kirche A. B., 313 Einwohner zur griechisch-katholischen Kirche, 166 Einwohner zur evangelisch-methodistischen Kirche, 135 Einwohner zu den Zeugen Jehovas, 121 Einwohner zur orthodoxen Kirche, 111 Einwohner zu den christlichen Gemeinden, 49 Einwohner zu den Siebenten-Tags-Adventisten, 47 Einwohner zur reformierten Kirche, 44 Einwohner zur apostolischen Kirche, 30 Einwohner zu den Baptisten, 22 Einwohner zur tschechoslowakischen hussitischen Kirche, 17 Einwohner zur jüdischen Gemeinde, jeweils 15 Einwohner zu den Mormonen und zur altkatholischen Kirche, 12 Einwohner zur Bahai-Religion, neun Einwohner sowie jeweils ein Einwohner zu den Brethren und neuapostolischen Kirche. 237 Einwohner bekannten sich zu einer anderen Konfession, 10651 Einwohner waren konfessionslos und bei 7569 Einwohnern wurde die Konfession nicht ermittelt.

### 2001
Ethnische Zusammensetzung
- Slowaken: 95,87 %
- Tschechen: 1,20 %
- Roma: 0,94 %
- Ungarn: 0,50 %
- Ukrainer: 0,05 %
- Deutsche: 0,03 %

Religion
- Römisch-katholisch: 52,46 %
- Konfessionslos: 26,43 %
- Evangelisch: 15,04 %
- Griechisch-katholisch: 0,46 %
- Orthodox: 0,14 %

## Sehenswürdigkeiten

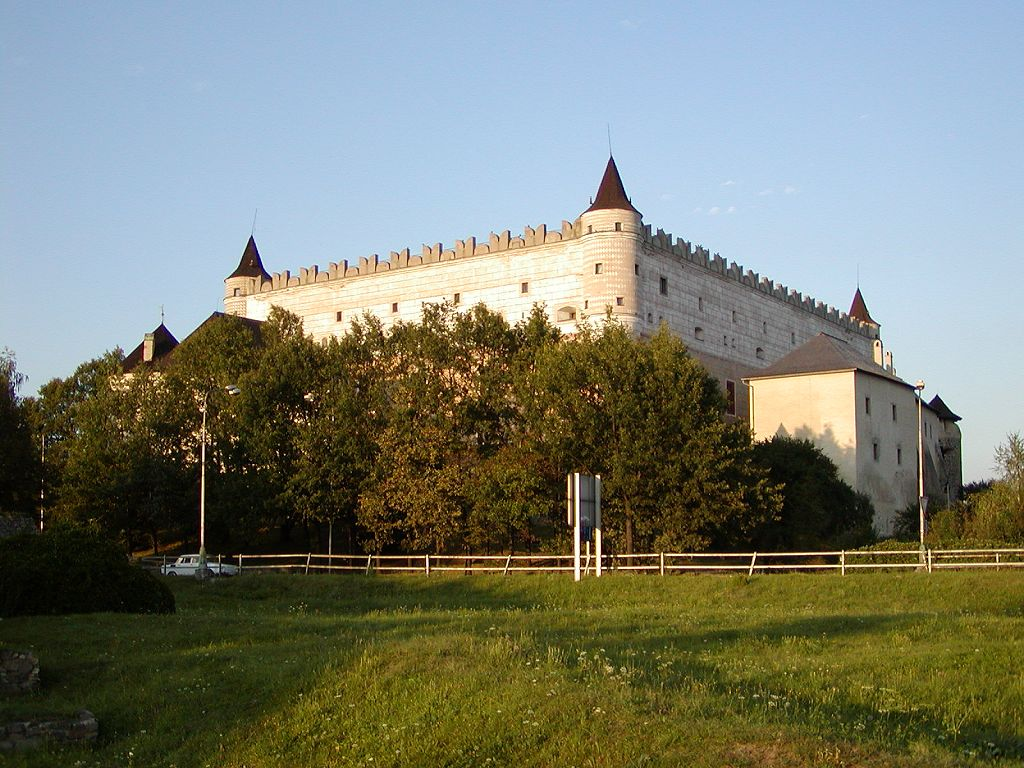
Schloss Altsohl

Der historische Stadtkern erstreckt sich um den in der Nord-Süd-Richtung langgestreckten Marktplatz, den Námestie SNP (deutsch Platz des Slowakischen Nationalaufstandes), gesäumt von spätgotischen, Renaissance- und Barockhäusern. Hierzu gehört das Schloss Altsohl, erbaut anstelle eines mittelalterlichen Sakralbaus, weiter die Sankt Elisabeth-Kirche, 1381–1390 erbaut, mehrfach umgestaltet, mit erhalten gebliebener Renaissance-Ausstattung sowie die evangelische Dreifaltigkeitskirche, 1785 erbaut und 1922 im neogotischen Stil gestaltet. Am Platz gibt es ein Stadtmuseum mit heimatkundlicher Ausstellung. Bei der evangelischen Kirche sowie beim Einkaufszentrum Zvolenská Európa befinden sich Reste der Stadtbefestigung aus dem 16. Jahrhundert.
Außerhalb des Stadtkerns steht am Fuße des Bergs Pustý vrch die konservierte Ruine von Pustý hrad, die über einen Wanderweg erreichbar ist. Nördlich des Stadtzentrums erstreckt sich das Arboretum Borová hora.

## Sport
Die Stadt ist Sitz des Eishockeyclubs HKm Zvolen, der seit 1996 in der slowakischen Extraliga spielt, sowie des Fußballclubs MFK Lokomotíva Zvolen.

## Infrastruktur und Verkehr

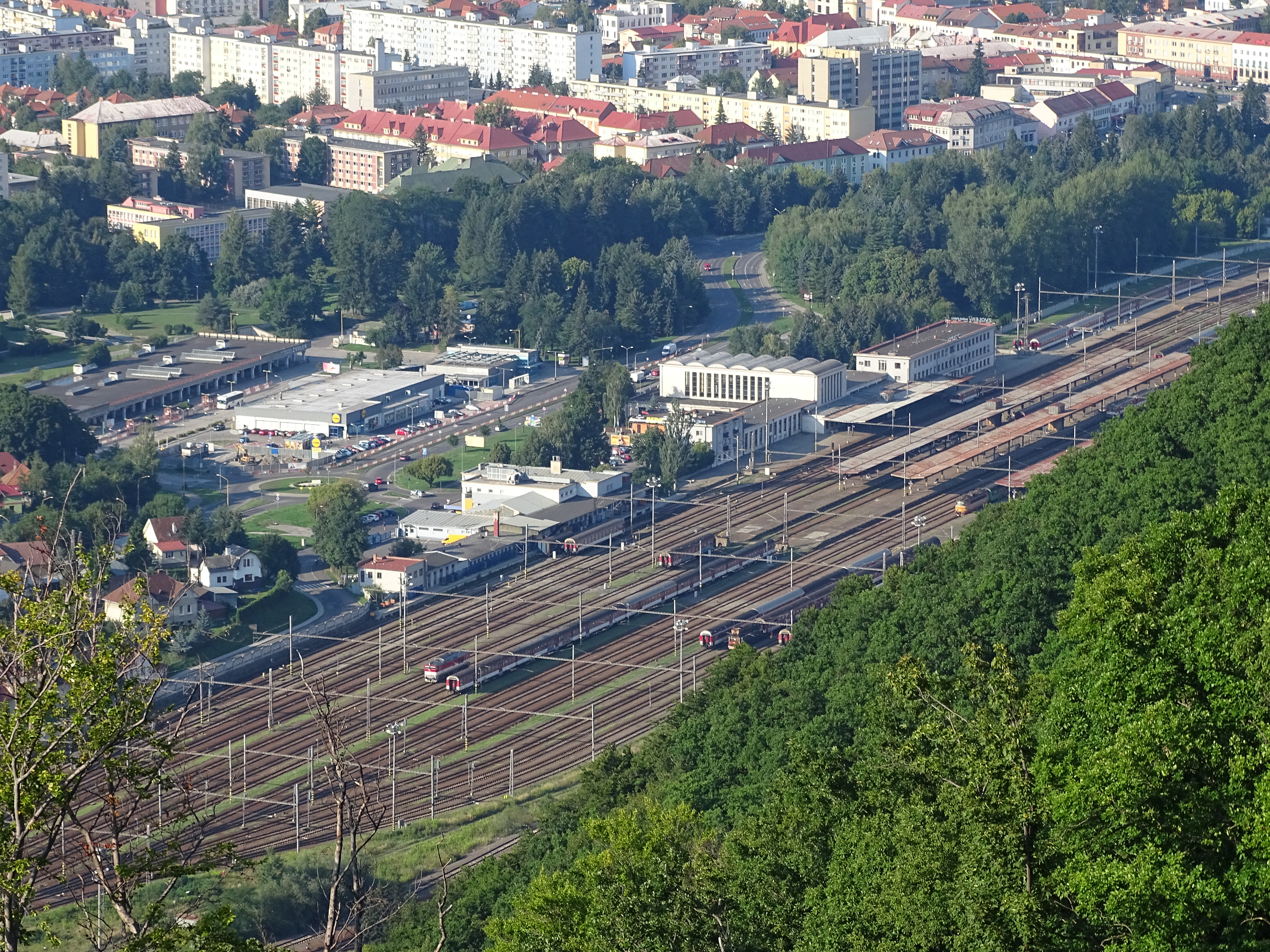
Personenbahnhof und Busbahnhof (links) in Zvolen

Zvolen ist ein bedeutender Verkehrsknotenpunkt. Hier kreuzt sich die E 77 von Budapest nach Krakau mit der E 58 von Bratislava nach Košice. Die Stadt hat vier Anschlüsse (Zvolen-centrum, Zvolen-Stráže, Kováčová und Zvolen-Rákoš) an die Schnellstraße R1, die schon in den 1970er Jahren von Kováčová nach Banská Bystrica gebaut wurde und seit 2011 durchgehend nach Nitra, Trnava und weiter Bratislava führt. Westlich der Stadt beginnt die Cesta I. triedy 16 („Straße 1. Ordnung“) nach Lučenec und Košice und bildet teilweise eine Südortsumgehung. Nach Šahy und weiter Budapest führt hingegen die Cesta I. triedy 66 und führt zudem als vierspurige Straße am westlichen Stadtrand vorbei. Die Schnellstraße R2 nach Lučenec und Košice soll einmal eine Nordumgehung bilden und beginnt derzeit östlich der Stadt bei Zvolenská Slatina, die Schnellstraße R3 nach Šahy und Budapest ist ebenfalls geplant.
Auch im Eisenbahnverkehr ist Zvolen gut angeschlossen und liegt an der sogenannten „Südslowakischen Eisenbahnmagistrale“ von Bratislava nach Košice, mit den Bahnstrecken Salgótarján–Vrútky, nach Krupina und nach Banská Bystrica und Podbrezová (mit einer Verbindungskurve vom Westen her) in der Stadt. Im nahen Hronská Dúbrava zweigen die Verbindungen nach Levice und Banská Štiavnica ab. Der Personenbahnhof der Stadt (Zvolen osobná stanica) befindet sich südwestlich, der Güterbahnhof (Zvolen nákladná stanica) südöstlich des Stadtzentrums, dazu die Haltestelle Zvolen mesto.
Der Busbahnhof liegt unmittelbar nördlich des Personenbahnhofs und bietet Regional-, Fern- und internationale Verbindungen an. Es gibt ein ÖPNV-Netz mit 15 Busverbindungen (Stand 2021), die von der Regionalbusgesellschaft SAD Zvolen, a. s. betrieben werden.
Der nächste Flughafen ist der acht Kilometer entfernte Flughafen Sliač, bietet aber keine regelmäßigen Flugverbindungen an.

## Städtepartnerschaften
Seit 2007 ist Zvolen Mitglied der europäischen Städtevereinigung Douzelage, der Städte aus je einem Land der Europäischen Union angehören.
Weitere Partnerstädte sind:
| Stadt                    | Land                  |
| ------------------------ | --------------------- |
| Imatra                   | Südkarelien, Finnland |
| Prachatice, Prachatitz   | Südböhmen, Tschechien |
| Riwne, Rowno (seit 1998) | Ukraine               |
| Tótkomlós                | Békés, Ungarn         |
| Zwoleń                   | Masowien, Polen       |

## Söhne und Töchter der Stadt
- Bálint Balassi (1554–1594), Dichter
- Karol Beck (* 1982), Tennisspieler
- Ödön Beniczky (1878–1931), Politiker, Obergespan und Innenminister
- Karol Chmel (* 1953), Dichter
- Monika Chrtianska (* 1996), österreichische Volleyballspielerin
- Jozef Cíger-Hronský (1896–1960), Schriftsteller
- Daniel von Crudy (1735–1815), Superintendent der Evangelischen Kirche
- Adrián Demoč (* 1985), Komponist
- Lenka Dlhopolcová (* 1984), Tennisspielerin
- Salma Drugdová (* 2004), Tennisspielerin
- Dalibor Dvorský (* 2005), Eishockeyspieler
- Rebeka Jančová (* 2003), Skirennläuferin
- Elena Kaliská (* 1972), Kanutin
- Joseph Kozáček (1807–1877), Theologe, Gründungsmitglied und Obmann der Matica slovenská
- Lukáš Kubiš (* 2000), Radrennfahrer
- Milan Lasica (1940–2021), Humorist
- Ján Lašák (* 1979), Eishockeytorwart
- Vladimír Mečiar (* 1942), Politiker und mehrfacher slowakischer Ministerpräsident
- Ivan Palúch (* 1940), Schauspieler
- Eugen Pauliny (1912–1983), Sprachwissenschaftler
- Alexandra Pavelková (* 1966), Schriftstellerin
- Anna Petrušová (* 1984), Fußballspielerin
- Andrej Podkonický (* 1978), Eishockeyspieler
- Filip Polášek (* 1985), Tennisspieler
- Kristián Pospíšil (* 1996), Eishockeyspieler
- Martin Pospíšil (* 1999), Eishockeyspieler
- Martina Repiská (* 1995), Badmintonspielerin
- Jana Roziaková (* 1986), Fußballspielerin
- Samuel Rožnay (1787–1815), Seelsorger und Schriftsteller
- Dmitri Schitnikow (* 1989), russischer Handballspieler
- Kristína Sivoková (* 2002), Skilangläuferin
- István Szelényi (1904–1972), ungarischer Pianist und Komponist
- Zuzana Tomčíková (* 1988), Eishockeytorhüterin
- Ján Koristek (* 1996), Skilangläufer
- Kalina Maloyer (1942–2023), Malerin, Sängerin und Songtexterin

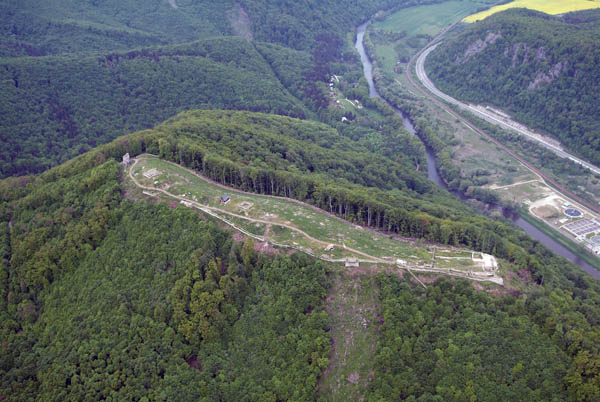
Luftaufnahme
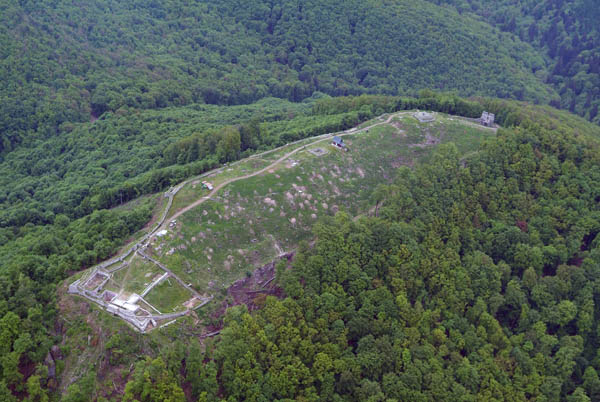
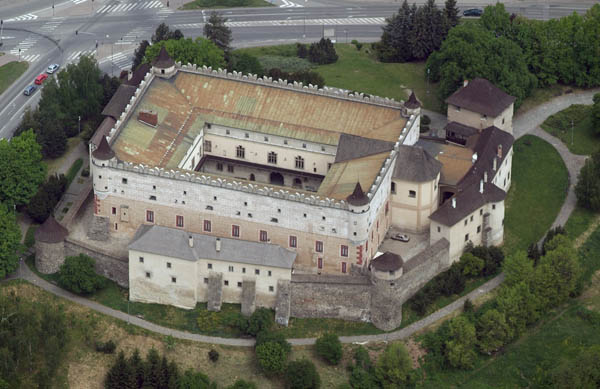
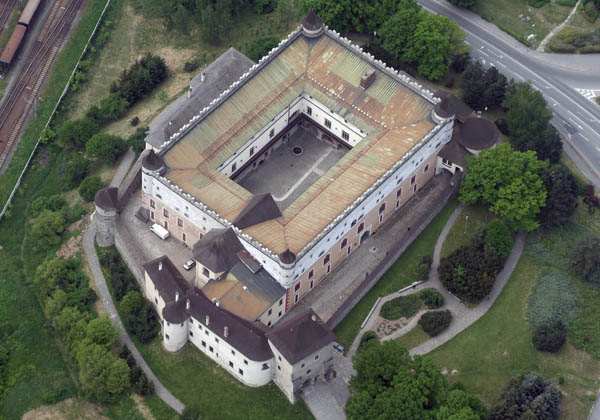